# Manning Johnson
Manning Johnson (1908-1959) es un antiguo militante comunista estadounidense, representante del décimo segundo distrito de Nueva York en el año 1935; y cuando se convirtió en un militante anticomunista, escribió "Color, Communism, and Common sense" y fue un testigo del gobierno en el juicio por perjurio de Harry Bridges y después en el comité de Actividades Antiestadounidenses.

## Biografía
En el juicio por perjurio de líder del trabajo Harry Bridges en el año 1949 él era un testigo del gobierno. En un artículo de la revista Time que data del 26 de diciembre de 1949 y titulado "You'd Be Thin, Too", él fue descrito como: "ronco, grande de mandíbula... con una suave voz y profunda de negro". Su testimonio fue visto por Bridges y abordado en una reunión del comité Nacional Comunista en 1936, y recordó haber votado a Bridges para su "re-elección" en el comité nacional dos años más tarde, bajo el alias de "Rossi". Fue instrumental en la convicción de Bridges.
En el año 1953, fue testigo en el Comité de Actividades Antiestadounidenses de la Cámara de Representantes de los Estados Unidos, en el octagésimo tercer congreso. Robert L. Kunzig, el abogado jefe de la comisión, le preguntó "¿fue el engaño de una política importante de la propaganda y la actividad comunista?". Manning R. Johnson respndió: "Sí lo era. Hicieron buenos gestos y palabras melosas a las personas de la iglesia que podrían estar bien, semejante a la canción de las ninfas del mar legendarias que atraen a millones de personas a la decadencia moral, la muerte espiritual, y la esclavitud espiritual...". Él también testificó en el año 1949. Murió después de un accidente de auto que había ocurrido el 26 de junio de 1959, al sur de la villa Lake Arrowhead, California.
Su libro, Color, Communism, and Common sense donde denuncia al Partido Comunista de los Estados Unidos, fue citado por G. Edward Griffin en su foto del movimiento de conferencias en 1969 More Deadly than War ... the Communist Revolution in America.
Grabó un discurso, conocido como "Manning Johnson's Farewell Address", con sus puntos de vista sobre la igualdad, el respeto y la visión para el futuro, criticando las prácticas de la National Association for the Advancement of Colored People y los negros radicales. Estaba disponible en un LP de grabación de KEY Records a mediados de la década de 1960.

## Publicación
- Color, Communism, and Common Sense, 1958.